# Dawn Olsen
Dawn Olsen (* 1966 oder 1967) ist eine ehemalige Squashspielerin aus Hongkong.

## Karriere
Dawn Olsen, die im Alter von vier Jahren mit ihren Eltern nach Hongkong zog, war in den 1980er- und 1990er-Jahren als Squashspielerin aktiv. Ihre beste Platzierung in der Weltrangliste erreichte sie mit Rang 20 im Jahr 1992. Sie wurde 1988 und 1990 jeweils nach einer Finalniederlage gegen Mah Li Lian Vizeasienmeisterin. Mit der Mannschaft gewann sie 1986 und 2000 die Asienmeisterschaft und nahm mit ihr 1985, 1990 und 1996 an der Weltmeisterschaft teil. Im Einzel stand sie zweimal im Hauptfeld der Weltmeisterschaft und erzielte 1985 ihr bestes Resultat mit dem Erreichen der zweiten Runde. Zwischen 1989 und 1996 gewann sie insgesamt fünfmal die Landesmeisterschaften von Hongkong. Da Olsen weder in Asien geboren war, noch ein Elternteil aus Asien stammte, wurde sie trotz einer Nominierung durch den Hongkonger Squashverband nicht zur Teilnahme an den Asienspielen zugelassen.

## Erfolge
- Vizeasienmeisterin: 1988, 1990
- Asienmeisterin mit der Mannschaft: 1986, 2000
- Hongkonger Meister: 5 Titel (1989, 1990, 1992, 1993, 1996)